# In the Clear Moonlit Dusk
In the Clear Moonlit Dusk (うるわしの宵の月?, Uruwashi no yoi no tsuki, lett. "Bella luna serale") è un manga scritto e disegnato da Mika Yamamori, pubblicato su Dessert dal 21 luglio 2020. A partire da maggio 2025, i singoli capitoli della serie sono stati raccolti in nove volumi tankōbon. Un adattamento anime prodotto da East Fish Studio è previsto per gennaio 2026.

## Trama
Yoi Takiguchi è una studentessa del primo anno di liceo con un'alta statura, una voce profonda e un aspetto mascolino che spesso la fa scambiare per un bel ragazzo. A scuola viene chiamata "Principe" e si guadagna involontariamente l'affetto di alcune compagne. Yoi sembra rinunciare a cambiare questo aspetto della sua vita, perché non può fare molto sul suo aspetto e sulla percezione che gli altri hanno di lei. Tuttavia, la vita quotidiana di Yoi cambia improvvisamente quando incontra Kohaku Ichimura. Si dice che questo ragazzo sia molto ricco e per questo viene chiamato "Principe" dai compagni di scuola. Anche se scambia Yoi per un bel ragazzo come tanti altri, si interessa subito a lei. Kohaku non solo si sforza di avvicinarsi a Yoi, ma sembra notare un lato di lei che gli altri non notano. Dopo una serie di interazioni tra i due, Kohaku offre a Yoi l'opportunità di provare a uscire con lui come test. Dopo questo sviluppo, la storia continua a seguire questi due "principi" che lentamente rivelano l'una all'altro il loro vero io.

## Personaggi
Yoi Takiguchi (滝口 宵?, Takiguchi Yoi)
Doppiata da: Rei Ichinomiya
Kohaku Ichimura (市村 琥珀?, Ichimura Kohaku)
Doppiato da: Ryōta Suzuki

## Media

### Manga
La serie ha iniziato la serializzazione su Dessert il 21 luglio 2020. A partire da maggio 2025, i singoli capitoli della serie sono stati raccolti in nove volumi tankōbon. 
Nel giugno 2021, Kodansha USA ha annunciato di aver concesso in licenza la serie per la pubblicazione in inglese. Nel novembre 2021, invece, ha annunciato che la serie sarebbe stata pubblicata nell'autunno 2022. 

#### Volumi
| Nº | Data di prima pubblicazione | Data di prima pubblicazione                                                 | Data di prima pubblicazione | Data di prima pubblicazione |
| Nº | Giapponese                  | Giapponese                                                                  | Italiano                    | Italiano                    |
| -- | --------------------------- | --------------------------------------------------------------------------- | --------------------------- | --------------------------- |
| 1  | 11 dicembre 2020            | ISBN 978-4-06-521777-1                                                      | 7 settembre 2022            | ISBN 978-88-226-3550-1      |
| 2  | 13 maggio 2021              | ISBN 978-4-06-523279-8                                                      | 9 novembre 2022             | ISBN 978-88-226-3552-5      |
| 3  | 12 novembre 2021            | ISBN 978-4-06-525680-0                                                      | 8 febbraio 2023             | ISBN 978-88-226-3800-7      |
| 4  | 13 maggio 2022              | ISBN 978-4-06-527871-0                                                      | 5 aprile 2023               | ISBN 978-88-226-3896-0      |
| 5  | 11 novembre 2022            | ISBN 978-4-06-529819-0                                                      | 5 luglio 2023               | ISBN 978-88-226-4167-0      |
| 6  | 12 maggio 2023              | ISBN 978-4-06-531634-4                                                      | 11 ottobre 2023             | ISBN 978-88-226-4263-9      |
| 7  | 13 ottobre 2023             | ISBN 978-4-06-533352-5                                                      | 9 aprile 2024               | ISBN 978-88-226-4672-9      |
| 8  | 9 agosto 2024               | ISBN 978-4-06-536619-6                                                      | 8 aprile 2025               | ISBN 978-88-226-5523-3      |
| 9  | 13 maggio 2025              | ISBN 978-4-06-539498-4 (ed. regolare) ISBN 978-4-06-539731-2 (ed. limitata) | —                           | —                           |

### Anime
Il 9 maggio 2025 è stato annunciato un adattamento anime. È prodotto da East Fish Studio e diretto da Yūsuke Maruyama, con sceneggiature scritte da Ayumu Hisao, il character design curato da Yuki Fukuda e la colonna sonora composta da Tsubasa Ito. La trasmissione è prevista per gennaio 2026 su TBS e le sue affiliate.

## Accoglienza
La serie è stata nominata per i Next Manga Award 2021 nella categoria manga stampati. Nella lista delle 50 migliori serie manga del 2021 della rivista Da Vinci, la serie si è classificata al 38º posto. La serie ha vinto il semi-premio nel premio An An manga 2021. Nell'edizione del 2021 del Kono manga ga sugoi! la serie si è classificata al quarto posto come miglior manga della guida per le lettrici. La serie è stata candidata per il 46º Premio Kōdansha per i manga nella categoria shōjo nel 2022.
Rebecca Silverman di Anime News Network ha elogiato i personaggi principali e la storia, anche se a volte ha ritenuto che il design dei personaggi potesse essere incoerente. Demelza di Anime UK News ha elogiato la storia come unica e riconoscibile e lo stile come pulito e raffinato.